# Turion

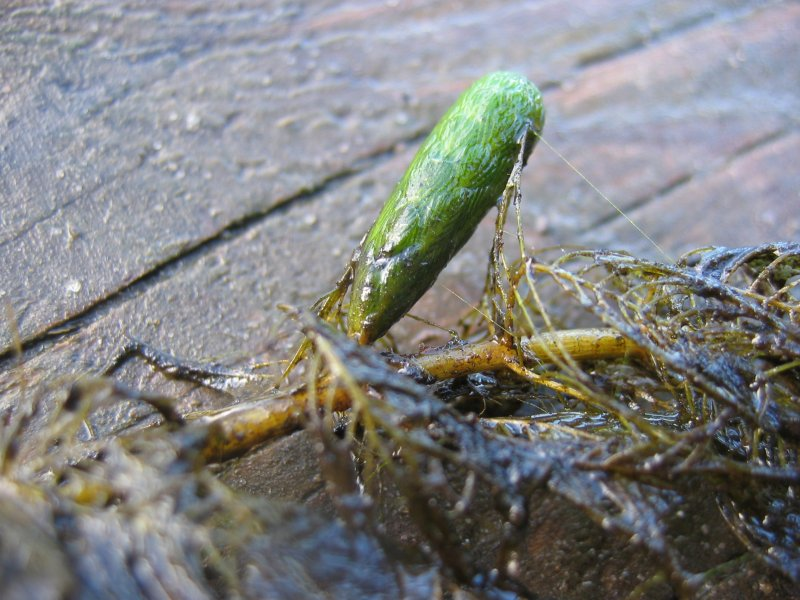
Turion van kransvederkruid

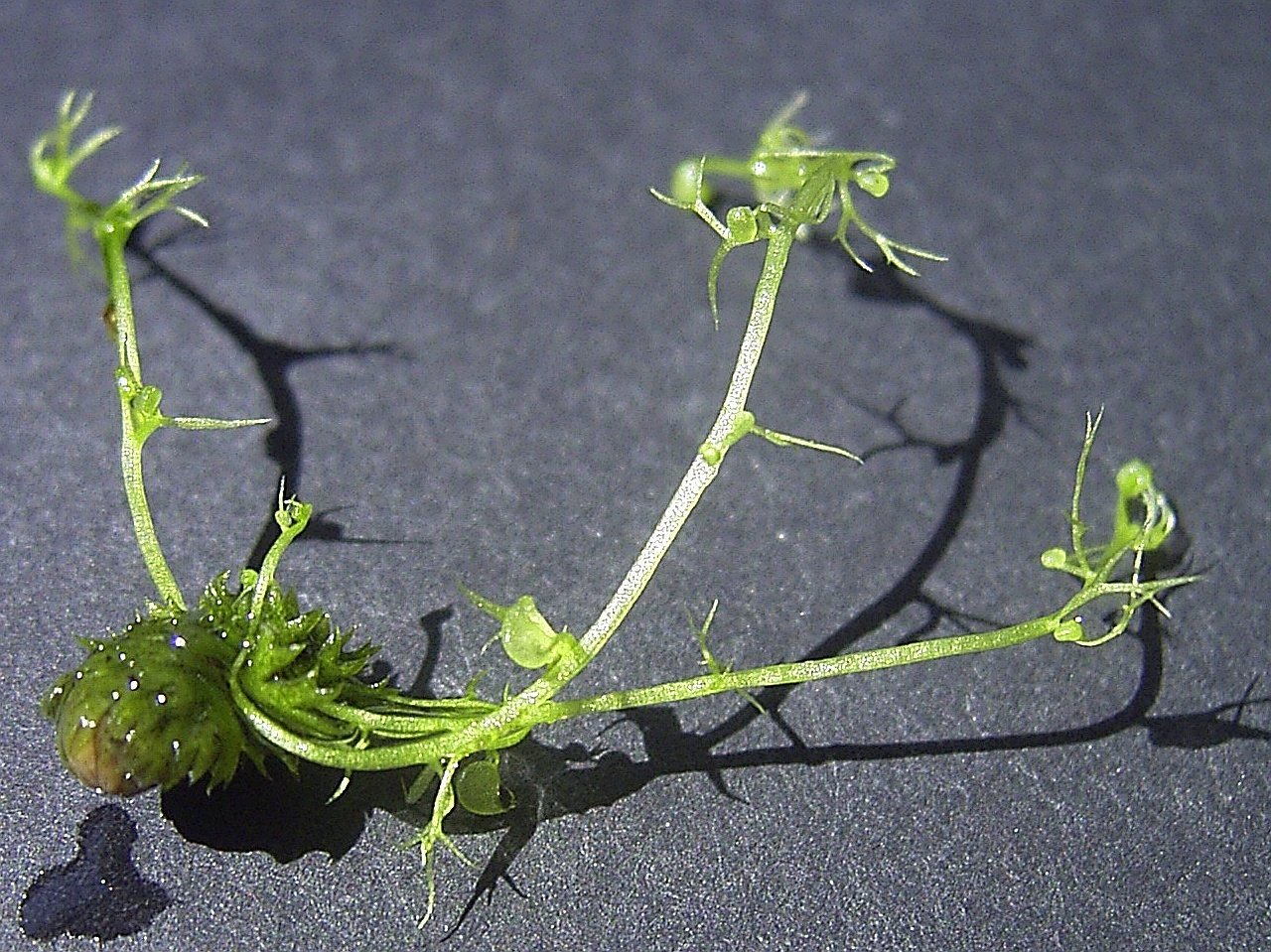
Uitlopende knop van Utricularia bremii

Een turion (meervoud: turionen) is een overwinteringsknop, die door veel waterplanten in de herfst gevormd wordt. De knop met blad en stengelstukje laat los van de moederplant en zinkt vervolgens naar de bodem. In het voorjaar stijgt de knop weer op, waarna de knop uitloopt en een nieuwe plant vormt.
Geslachten, waarbij turionen voorkomen zijn:
- Waterpest (Elodea)
- Veelwortelig kroos (Spirodela)
- Hydrocharis uit de Waterkaardefamilie
- Blaasjeskruid (Utricularia)
- Vederkruid (Myriophyllum)

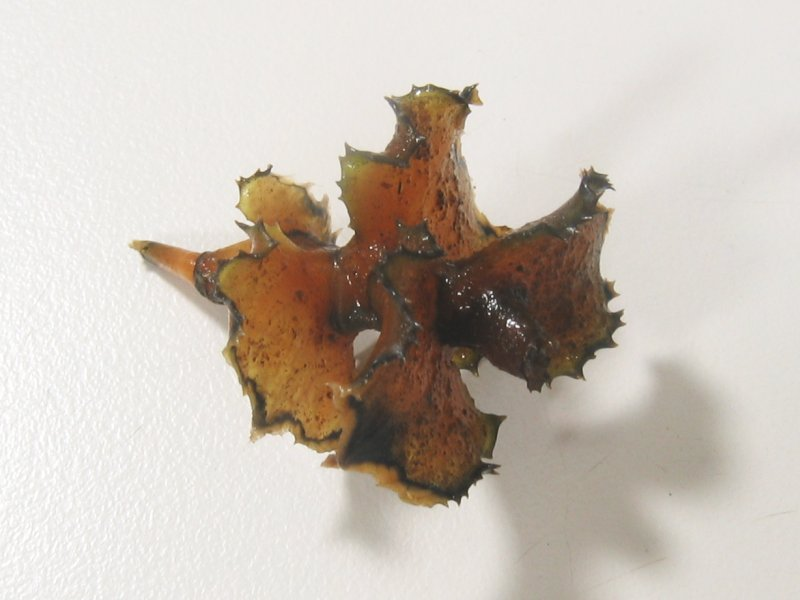
Turion van gekroesd fonteinkruid
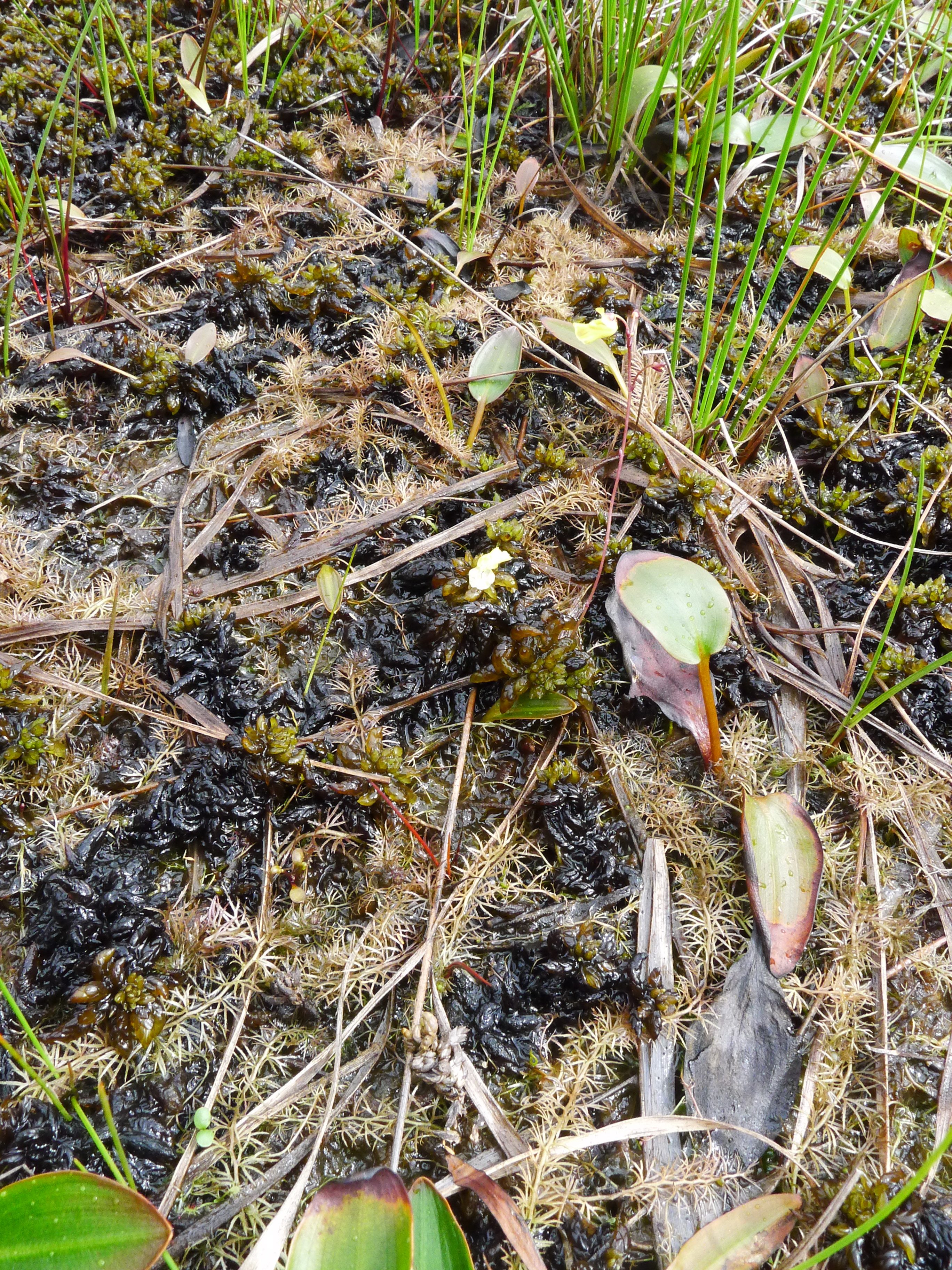
Turionen van bleekgeel blaasjeskruid